# Philosophie zoologique
Die Philosophie zoologique ist ein bedeutendes Werk des französischen Naturforschers Jean-Baptiste de Lamarck aus dem Jahr 1809. Es war einer der ersten systematischen Versuche, die Entwicklung und Veränderung von Lebewesen im Laufe der Zeit zu erklären.
Ein wichtiges Konzept in der „Philosophie zoologique“ ist die Vorstellung, dass das Leben eine natürliche und fortschreitende Tendenz zur Komplexität besitzt. Lamarck argumentierte, dass einfache Organismen spontan entstehen können und sich im Laufe der Zeit zu immer komplexeren Formen entwickeln. Lamarck zufolge wirkt die Umwelt (Milieu) permanent auf alle Lebewesen ein und transformiert deren Gestalt, so dass spätere Generationen besser an diese Umwelt angepasst seien. Der Übergang der Formen sei ganz graduell, in unmerklich kleinen Schritten. Er sei von bisherigen Naturforschern übersehen worden, weil er so langsam abläuft, dass während der Lebenszeit eines Menschen die Veränderungen noch nicht sichtbar werden. Die Zusammenfassung der Individuen zu Gruppen wie Arten, Gattungen oder Familien sei rein menschliche Zutat, real seien nur die Individuen selbst, so dass es auch keine Idealform oder Muster, keine Typen für Arten gebe. Die Veränderung ist für Lamarck ein rein natürlicher Prozess, zwischen belebter und unbelebter Natur bestehe kein prinzipieller Unterschied oder Widerspruch. Wie die Umwelt konkret auf die Form der Lebewesen einwirkt und diese Änderung weitergegeben werden kann, konnte Lamarck noch nicht erklären, da es bis lange nach seinem Tod noch keine Theorie der biologischen Vererbung gab. Obwohl Lamarck von einer graduellen Höherentwicklung ausging, handele es sich nicht um eine auf ein Ziel gerichtete („teleologische“) Entwicklung. Auch zufällige Änderungen blieben möglich. Die Änderung der Form ist Lamarck zufolge ein Prozess der Selbstorganisation, in dem der Organismus, vor allem in der formbaren Jugendphase, sich graduell, den Anforderungen des Lebensraums folgend, von selbst umorganisiert.

## Ausgaben (Auswahl)
- Jean-Baptiste de Lamarck: Philosophie zoologique. 1. Paris 1809, urn:nbn:de:bvb:12-bsb10928650-9 (französisch).
- Jean-Baptiste de Lamarck: Zoologische Philosophie. Akad. Verl.-Ges. Geest u. Portig, Leipzig 1809 (DNB-Eintrag – französisch: Philosophie zoologique. 1809.).
- Jean-Baptiste de Lamarck: Zoologische Philosophie : Teil 1 - 3. Deutsch, Frankfurt am Main 2002, ISBN 978-3-8085-5736-5.